# Sophia Loren
Sophia Loren, numele de scenă al Sofiei Villani Scicolone Ponti (n. 20 septembrie 1934, Roma, Italia) este o actriță italiană de film.

## Biografie
Fiică ilegitimă a inginerului Riccardo Scicolone și a profesoarei de pian Romilda Villani (1910–1991), Sofia s-a născut la Clinica Regina Margherita din Roma, Italia. Nu după mult timp se mută împreună cu mama de la Roma la Pozzuoli, nu departe de orașul Napoli, loc unde își petrece copilăria și parte din adolescență în timpul războiului, în condiții economice precare.
La 15 ani a plecat la Roma în căutarea succesului, tot împreună cu mama sa care, în 1932, câștigase un concurs ca sosie a Gretei Garbo. A debutat în filmul Quo Vadis?. A participat la mai multe concursuri de frumusețe printre care și Miss Italia în 1950 (unde a câștigat titlul de Miss Eleganza, titlu creat special pentru ea).
A pozat pentru mai multe photonovels și a participat la mai multe filme în roluri marginale care puțin câte puțin o făceau să iasă în evidență, acestea fiind axate mai mult pe calitățile sale estetice. Într-un singur an au fost aproximativ 15 filme în genericul cărora ea a apărut atât cu numele de Sofia Scicolone cât și cu pseudonimul de Sofia Lazzaro.
Joacă în filmul lui Giovanni Roccardi, Africa sotto i mari (1953) unde tânăra Sofia îl întâlnește pe cel care va deveni apoi soțul său, producătorul Carlo Ponti, care a rămas impresionat de potențialul său și i-a oferit un contract pe șapte ani.
Cu Carlo Ponti s-a căsătorit de două ori, prima dată în septembrie 1957, dar, din moment ce, în acea perioadă, divorțul nu era legal în Italia și astfel cuplul risca să fie acuzat de concubinaj (Loren) și de bigamie (Ponti), cei doi au emigrat în Franța unde au devenit cetățeni francezi și Ponti a putut să divorțeze de soția lui, Giuliana Fiastri, și s-au căsătorit pe data de 9 aprilie 1966 la Sevres (Franța).
La început jucase în filme ca: Carosello napoletano (1953), L'oro di Napoli (1954) și La bella mugnaia (1955).
Apariția ei pe coperta celebrei reviste Life Magazine în 1955 marchează începutul carierei internaționale, datorită frumuseții sale (care nu a amenințat să umbrească aspectul artistic) precum și a talentului său înnăscut de actriță.

Începând cu 1956 interpretează și în limba engleză producțiile filmate în SUA.
În timp, se va afirma din ce în ce mai mult ca o adevărată diva a cinematografiei italiene în lume; definitiva consacrare ca actriță va veni cu Premiul Oscar câștigat în 1961 pentru interpretarea din filmul său simbol La ciociara de Vittorio De Sica într-un rol care fusese refuzat de Anna Magnani.
Împărțită între Italia și Hollywood, joacă în numeroase filme de succes alături de cele mai mari staruri mondiale, filme conduse de regizori ca: Vittorio De Sica, Mario Monicelli, Ettore Scola, Dino Risi, Mario Camerini, Charlie Chaplin, Sidney Lumet, George Cukor, Michael Curtiz, Anthony Mann și  André Cayatte. Interpretează roluri în opt filme regizate de Vittorio De Sica, adeseori alături de actorul Marcello Mastroianni.
Nicio actriță italiană n-a ajuns vreodată la o asemenea popularitate internațională. Fericirii aduse de succesul profesional i se adaugă cea a maternității când se nasc cei doi fii Carlo Jr. în 1968 și Edoardo în 1973.
În 1982 în urma vechilor probleme cu fiscul italian, este acuzată de evaziune fiscală și închisă timp de 17 zile în penitenciarul din Caserta. Responsabilitatea evaziunii fiscale a fost atribuită apoi impresarului său, dar nu i-a fost ușor să remedieze proasta publicitate create în fața opiniei publice italiene.
În anii 80' s-a ocupat aproape numai de participarea la producții TV: Sophia: Her Own Story film autobiografic pentru televiziunea americană după romanul omonim, Madre coraggio (1986), Mamma Lucia și remake-ul filmului La ciociara (1988) de Dino Risi: singura excepție a fost filmul Qualcosa di biondo (1984) în care joacă alături de fiul său Edoardo.
În 1994 Robert Altman a dorit-o în distribuția filmului său Prêt à porter.
În anul următor a fost partenera lui Jack Lemmon și Walter Matthau în That's amore - Due improbabili seduttori, iar în 1997 a interpretat rolul de mamă a unui băiat evreu care voia să devină comunist, în filmul Soleil de Roger Hanin.
În 2002 a jucat în Cuori estranei, condus de fiul său Edoardo Ponti, iar în 2004 a jucat în filmul Peperoni ripieni e pesci în faccia de Lina Wertmulle. Dar cel mai mare succes îl va avea în serialul TV  Francesca e Nunziata (2001)' iar în 2004 joacă alături de Sabrina Ferilli în La terra del ritorno.
În 2006 a pozat pentru Calendario Pirelli 2007.
În februarie 2007 iese filmul Saturno Contro de Ferzan Ozpetek, coloana sonoră a filmului fiind melodia Zoo be zoo be zoo interpretată de Sophia.
În februarie 2009, în noaptea decernării Oscarului, a înmânat lui Kate Winslet, râvnita statuetă la categoria Cea mai bună actriță în rol principal. În același an, după o absență destul de mare din lumea cinematografiei, este invitată de Rob Marshall pentru a o interpreta pe mama protagonistului în Nine, omagiu muzical 8½ de Fellini.
În 2010 se reîntoarce în lumina reflectoarelor și devine protagonista miniseriei La mia casa è piena di specchi, inspirată din cartea autobiografică a surorii sale Maria Silicone. Sophia o interpretează pe mama sa, Romilda.

## Galerie

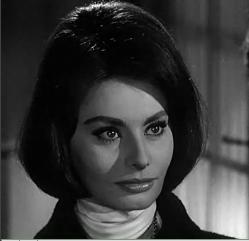
Sophia Loren în filmul Five Miles to Midnight, 1962
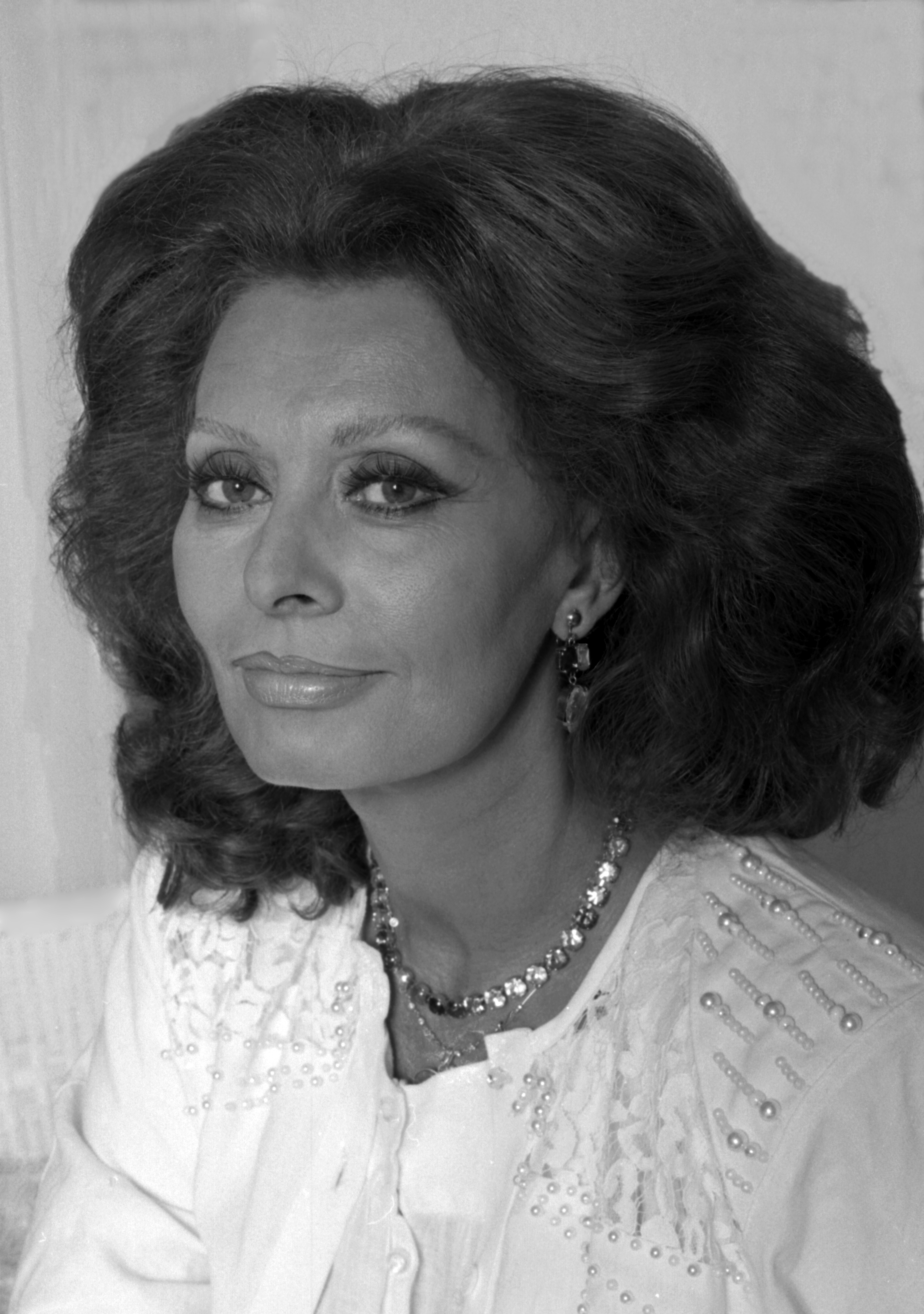
Sophia Loren, fotografiată în 1986
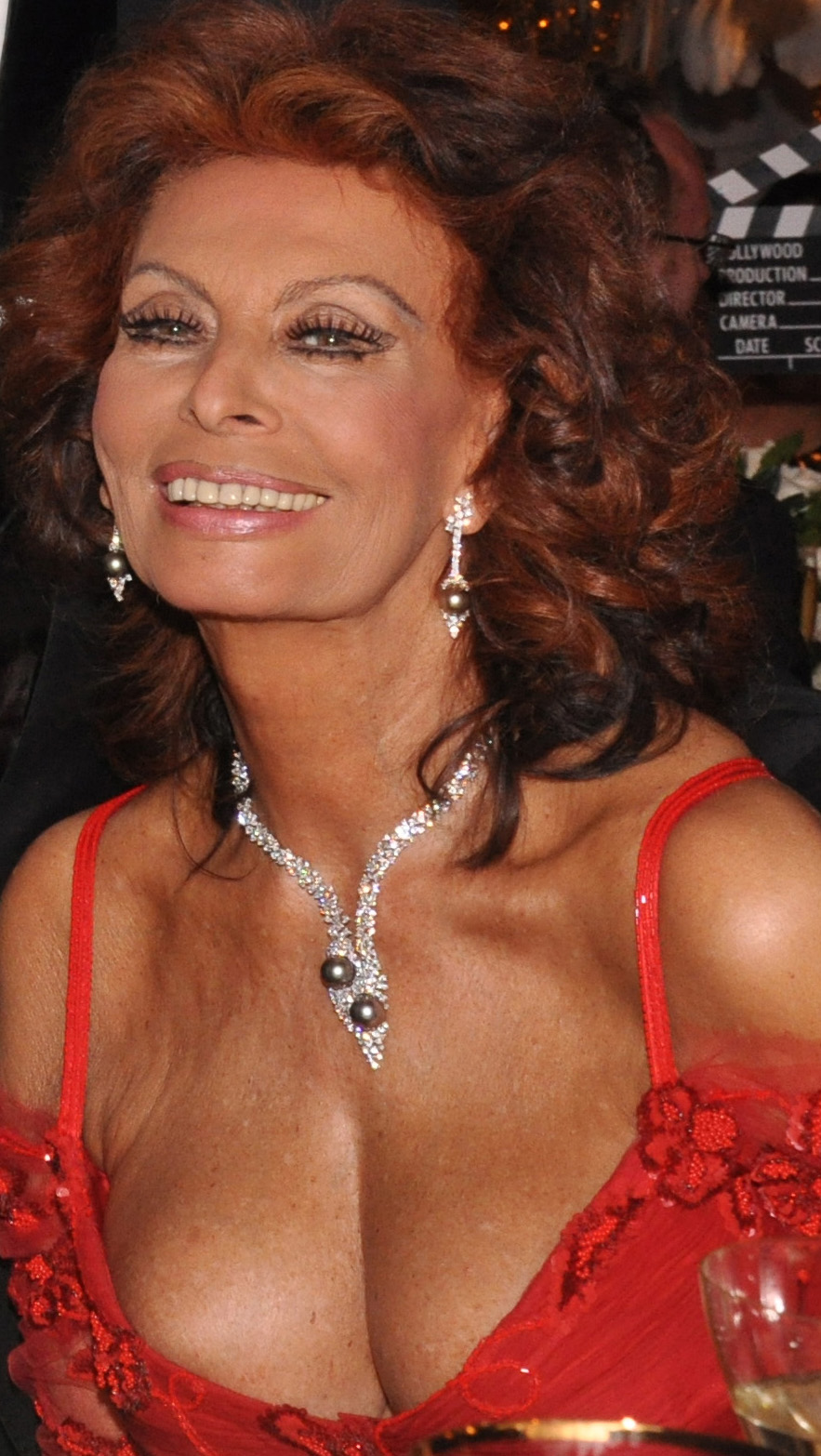
Sophia Loren la Londra în 2009

## Filmografie
| An      | Titlu                                             | Rol                                                    | Note                                                 |                                                                                           |
| ------- | ------------------------------------------------- | ------------------------------------------------------ | ---------------------------------------------------- | ----------------------------------------------------------------------------------------- |
| 1950    | Io sono il capataz                                | Secretara Dictatorului                                 |                                                      |                                                                                           |
| 1950    | Le Sei mogli di Barbablù                          | fata răpită                                            |                                                      |                                                                                           |
| 1950    | Tototarzan                                        | A tarzanide                                            |                                                      |                                                                                           |
| 1950    | Il voto                                           | A commoner at the Piedigrotta festival                 |                                                      |                                                                                           |
| 1950    | Hearts at Sea                                     | Extra                                                  | necreditată                                          |                                                                                           |
| 1951    | White Leprosy                                     | A girl in the boardinghouse                            |                                                      |                                                                                           |
| 1951    | Owner of the Vapor                                | Ballerinetta                                           |                                                      |                                                                                           |
| 1951    | Milano miliardaria                                | Extra                                                  | necreditată                                          |                                                                                           |
| 1951    | Magician for Force                                | The bride                                              |                                                      |                                                                                           |
| 1951    | Quo Vadis                                         | Lygia's slave                                          | necreditată                                          |                                                                                           |
| 1951    | It Was Him!... Yes! Yes!                          | Odalisque                                              |                                                      |                                                                                           |
| 1951    | Anna                                              | Night club assistant                                   | necreditată                                          |                                                                                           |
| 1952    | È arrivato l'accordatore                          | Amica di Giulietta                                     |                                                      |                                                                                           |
| 1952    | I Dream of Zorro                                  | Conchita                                               | ca Sofia Scicolone                                   |                                                                                           |
| 1952    | The Favorite                                      | Leonora                                                |                                                      |                                                                                           |
| 1953    | The Country of the Campanelli                     | Bonbon                                                 |                                                      |                                                                                           |
| 1953    | Pilgrim of Love                                   |                                                        |                                                      |                                                                                           |
| 1953    | We Find Ourselves in the Gallery                  | Marisa                                                 |                                                      |                                                                                           |
| 1953    | Two Nights with Cleopatra                         | Cleopatra/Nisca                                        |                                                      |                                                                                           |
| 1953    | Girls Marked Danger                               | Elvira                                                 |                                                      |                                                                                           |
| 1953    | Good Folk's Sunday                                | Ines                                                   |                                                      |                                                                                           |
| 1953    | Aida                                              | Aida                                                   |                                                      |                                                                                           |
| 1953    | Africa Under the Seas                             | Barbara Lama                                           |                                                      |                                                                                           |
| 1954    | Neapolitan Carousel                               | Sisina                                                 |                                                      |                                                                                           |
| 1954    | Un giorno in pretura                              | Anna                                                   |                                                      |                                                                                           |
| 1954    | The Anatomy of Love                               | The girl                                               |                                                      |                                                                                           |
| 1954    | Poverty and Nobility                              | Gemma                                                  |                                                      |                                                                                           |
| 1954    | The Gold of Naples                                | Sofia                                                  | Segment "Pizze a Credito"                            |                                                                                           |
| 1954    | Attila                                            | Honoria                                                |                                                      |                                                                                           |
| 1954    | Too Bad She's Bad                                 | Lina Stroppiani                                        |                                                      |                                                                                           |
| 1955    | The Sign of Venus                                 | Agnese Tirabassi                                       |                                                      |                                                                                           |
| 1955    | The Miller's Beautiful Wife                       | Carmela                                                |                                                      |                                                                                           |
| 1955    | The River Girl                                    | Nives Mongolini                                        |                                                      |                                                                                           |
| 1955    | Scandal in Sorrento                               | Donna Sofia                                            |                                                      |                                                                                           |
| 1956    | Lucky to Be a Woman                               | Antonietta Fallari                                     |                                                      |                                                                                           |
| 1957    | Boy on a Dolphin                                  | Phaedra                                                |                                                      |                                                                                           |
| 1957    | The Pride and the Passion                         | Juana                                                  |                                                      |                                                                                           |
| 1957    | Legend of the Lost                                | Dita                                                   |                                                      |                                                                                           |
| 1958    | Patima de sub ulmi                                | Anna Cabot                                             |                                                      |                                                                                           |
| 1958    | The Key                                           | Stella                                                 |                                                      |                                                                                           |
| 1958    | The Black Orchid                                  | Rose Bianco                                            |                                                      |                                                                                           |
| 1958    | Houseboat                                         | Cinzia Zaccardi                                        |                                                      |                                                                                           |
| 1959    | That Kind of Woman                                | Kay                                                    |                                                      |                                                                                           |
| 1960    | Heller in Pink Tights                             | Angela Rossini                                         |                                                      |                                                                                           |
| 1960    | It Started in Naples                              | Lucia Curio                                            |                                                      |                                                                                           |
| 1960    | The Millionairess                                 | Epifania Parerga                                       |                                                      |                                                                                           |
| 1960    | A Breath of Scandal                               | Princess Olympia                                       |                                                      |                                                                                           |
| 1960    | Ciociara                                          | Cesira                                                 |                                                      |                                                                                           |
| 1961    | El Cid                                            | Chimena                                                |                                                      |                                                                                           |
| 1961    | Madame Sans-Gêne, a.k.a., "Madame"                | Catherine Hubscher, aka "Madame Sans-Gêne"             |                                                      |                                                                                           |
| 1962    | Boccaccio '70                                     | Zoe                                                    | Segmentul "La Riffa"                                 |                                                                                           |
| 1962    | The Prisoners of Altona                           | cu Maximillian Schell, Robert Wagner și Frederic March |                                                      |                                                                                           |
| 1962    | Five Miles to Midnight                            | Lisa Macklin                                           |                                                      |                                                                                           |
| 1963    | Yesterday, Today and Tomorrow                     | Adelina Sbaratti/Anna Molteni/Mara                     |                                                      |                                                                                           |
| 1964    | The Fall of the Roman Empire                      | Lucilla                                                |                                                      |                                                                                           |
| 1964    | Marriage Italian-Style                            | Filumena Marturano                                     |                                                      |                                                                                           |
| 1965    | Operation Crossbow                                | Nora                                                   |                                                      |                                                                                           |
| 1965    | Lady L                                            | Lady Louise Lendale/Lady L                             |                                                      |                                                                                           |
| 1966    | Judith                                            | Judith                                                 |                                                      |                                                                                           |
| 1966    | Arabesque                                         | Yasmin Azir                                            |                                                      |                                                                                           |
| 1967    | A Countess from Hong Kong                         | Natasha                                                |                                                      |                                                                                           |
| 1967    | More Than a Miracle                               | Isabella Candeloro                                     |                                                      |                                                                                           |
| 1968    | Ghosts - Italian Style                            | Maria Lojacono                                         |                                                      |                                                                                           |
| 1970    | Sunflower                                         | Giovanna                                               |                                                      |                                                                                           |
| 1971    | Lady Liberty                                      | Maddalena Ciarrapico                                   |                                                      |                                                                                           |
| 1971    | The Priest's Wife                                 | Valeria Billi                                          |                                                      |                                                                                           |
| 1972    | Man of La Mancha                                  | Aldonza/Dulcinea                                       |                                                      |                                                                                           |
| 1973    | The Sin                                           | Hermana Germana                                        |                                                      |                                                                                           |
| 1974    | The Voyage                                        | Adriana de Mauro                                       |                                                      |                                                                                           |
| 1974    | Verdict                                           | Teresa Leoni                                           |                                                      |                                                                                           |
| 1974    | Brief Encounter                                   | Anna Jesson                                            | film TV (Hallmark hall of fame)                      |                                                                                           |
| 1975    | Sex Pot                                           | Pupa                                                   |                                                      |                                                                                           |
| 1976    | The Cassandra Crossing                            | Jennifer Rispoli Chamberlain                           |                                                      |                                                                                           |
| 1977    | A Special Day                                     | Antoinette                                             |                                                      |                                                                                           |
| 1978    | Blood Feud                                        | Titina Paterno                                         |                                                      |                                                                                           |
| 1978    | Brass Target                                      | Mara/cameo                                             |                                                      |                                                                                           |
| 1978    | Angela                                            | Angela Kincaid                                         |                                                      |                                                                                           |
| 1979    | Firepower                                         | Adele Tasca                                            |                                                      |                                                                                           |
| 1980    | Sophia Loren: Her Own Story                       | Rolul său/Romilda Villani (mama sa)                    |                                                      |                                                                                           |
| 1984    | Aurora                                            | Aurora                                                 | Film TV                                              |                                                                                           |
| 1986    | Courage                                           | Marianna Miraldo                                       | film TV                                              |                                                                                           |
| 1988    | The Fortunate Pilgrim                             | Lucia                                                  | miniserial TV                                        |                                                                                           |
| 1989    | Running Away                                      | Cesira                                                 | miniserial TV (remake pentru Two Women)              |                                                                                           |
| 1990    | Saturday, Sunday and Monday                       | Rosa Priore                                            |                                                      |                                                                                           |
| 1994    | Prêt-à-Porter                                     | Isabella de la Fontaine                                |                                                      |                                                                                           |
| 1995    | Grumpier Old Men                                  | Maria Sophia Coletta Ragetti                           |                                                      |                                                                                           |
| 1997    | Soleil⁠(fr)[traduceți]                             | Maman Levy                                             |                                                      |                                                                                           |
| 2001    | Francesca e Nunziata                              | Francesca Montorsi                                     | miniserial TV                                        |                                                                                           |
| 2002    | Between Strangers                                 | Olivia                                                 |                                                      |                                                                                           |
| 2004    | Too Much Romance... It's Time for Stuffed Peppers | Maria                                                  |                                                      |                                                                                           |
| 2004    | Lives of the Saints                               | Teresa Innocente                                       | miniserial TV                                        |                                                                                           |
| 2009    | Nine                                              | Mamma                                                  |                                                      |                                                                                           |
| 2010    | My House Is Full of Mirrors                       | Romilda Villani                                        | miniserial TV                                        |                                                                                           |
| 2011    | Cars 2                                            | Mama Topolino                                          | Voce                                                 |                                                                                           |
| 2013/14 | La voce umana                                     | One-woman film role                                    | Scurtmetraj; prezentat la Tribeca Film Festival 2014 | "La vita davanti a sè" ("The life ahead") ''' Regizor: Edoardo Ponti Rol: Rosa Anno: 2020 |